# پهنه موج‌خیز

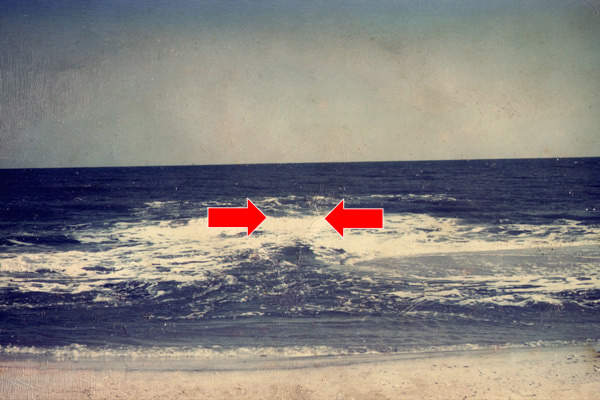
جریان رسیده در اقیانوس. تشخیص جریان‌های رسیده اغلب با چشمان برهنه بسیار دشوار است. (در هر پیکره آبی احتیاط کنید)

هنگامی که امواج سطح اقیانوس به ساحل نزدیک می‌شوند بلندتر می‌شوند و شکسته می‌شوند و سطح کف‌آلود و حبابی به نام موج‌خیر (surf) را تشکیل می‌دهند. منطقه موج‌های شکنا، پهنه موج‌خیز یا پهنه شکنا را مشخص می‌کند. پس از شکستن در منطقه موج‌خیز، امواج (که اکنون از ارتفاع آن کم شده‌است) به حرکت خود ادامه می‌دهند و به سوی جلوی شیب‌دار ساحل می‌روند و موجی از آب به نام پسروی دریا را تشکیل می‌دهند. سپس آب دوباره به عنوان پس‌شویی دریا برمی‌گردد. پهنه نزدیک ساحل که در آن آب موج به ساحل می‌آید، پهنه موج‌خیز است. آب در منطقه موج‌خیز کم‌ژرفا، معمولاً بین ۵ و ۱۰ متر (۱۶ و ۳۳ فوت) عمق است که این موضوع سبب امواج ناپایدار می‌شود.

## زندگی جانوری
جانورانی که اغلب در منطقه موج‌خیز یافت می‌شوند خرچنگ‌ها، صدف‌ها و حلزون‌ها هستند. صدف‌های موج‌خیز و خرچنگ‌های مول دو گونه هستند که به عنوان ساکنان پهنه موج‌خیز برجسته هستند. هر دوی این جانوران گورکن بسیار سریعی هستند. صدف موج‌خیز که به نام کوکینای گونه‌گون نیز شناخته می‌شود، یک تغذیه‌کننده فیلتر است که از آبشش‌های خود برای فیلتر کردن ریزجلبک‌ها، زئوپلانکتون‌های کوچک و ذرات کوچک از آب دریا استفاده می‌کند. خرچنگ مول یک تغذیه‌کننده معلق است که با گرفتن زئوپلانکتون با آنتن‌های خود غذا می‌خورد. همه این موجودات برای فرار از کشیده شدن به اقیانوس از کشندها و امواج در شن‌ها فرومی‌روند. آنها همچنین برای محافظت از خود در برابر شکارچیان، خود را در شن‌ها پنهان می‌کنند. منطقه موج‌خیز سرشار از مواد مغذی، اکسیژن و نور خورشید است که سبب می‌شود این منطقه برای زندگی جانوران بسیار مفید باشد.